# Amsterdam
Amsterdam je glavno mesto Nizozemske in je v pokrajini Severna Holandija, v zahodnem delu države. Mesto, ki je zaradi svojih številnih kanalov znano tudi kot »Severne Benetke«, ima 821.752 prebivalcev (2015) in je v severnem delu Randstadta, šeste največje konurbacije tj. družitve mest v Evropi, z okoli 6.500.000 prebivalci. Ocenjuje se, da v širšem mestnem območju Amsterdama živi 1.500.000 ljudi. Ime mesta pomeni »jez na reki Amstel« ter se nanaša na začetke prve naselbine, ki se je nahajala na današnjem trgu Dam. 
Amsterdam je bil zgolj majhna ribiška naselbina vse do konca 12. stoletja, med nizozemsko zlato dobo pa je postal eno najpomembnejših pristanišč na svetu, po zaslugi velikanskega razvoja trgovine. Tedaj je postal svetovno središče financ in diamantov. V 19. in 20. stoletju se je Amsterdam močno razširil in oblikovala so se nova satelitska mesta v njegovi okolici.
Amsterdam je finančno in kulturno središče Nizozemske. V njem imajo sedež velike nizozemske korporacije, med njimi 7 izmed 500 največjih na svetu, vključno s Philipsom in ING. Znana amsterdamska borza, članica Euronexta, je v središču mesta. Glavne znamenitosti Amsterdama, poleg zgodovinskih kanalov, so Rijksmuseum, Muzej Van Gogha, hiša Ane Frank, sloveča Rdeča četrt in kavarne s kanabisom, ki v mesto privabijo okoli 15.854.000 turistov letno.
Leta 1928 je Amsterdam gostil Poletne olimpijske igre, osrednji Olimpijski
 Stadion, ki so ga takrat zgradili prav v ta namen pa je danes prenovljen in gosti različne kulturne in športne prireditve.

## Etimologija imena
Ime Amsterdam izvira iz imena Aemstelredamme, kar pomeni Jez nareki Amstel. Mesto je namreč nastalo ob jezu, ki so ga zgradili na reki Amstel po poplavah v letih 1170 in 1173. Ob jezu so zgradili tudi most. Ime se v pisnih virih prvič pojavi v dokumentu z dne 27. oktobra 1275, v kateri piše, da so homines manentes apud Amestelledamme (ljudje, živeči v bližini Aemstelledamma). oproščeni plačila mitnine pri prečkanju mostu.
  Leta 1327 se je ime vasi spremenilo v Aemsterdam.

## Zgodovina mesta
Amsterdam je dobil mestne pravice leta 1300, po drugih virih pa leta 1306. Razcvet mesta se je začel v 14. stoletju, predvsem zaradi trgovanja s Hansami.

## Pobratena mesta
Amsterdam je pobraten z mnogimi svetovnimi mesti:
| - Alžir, Alžirija - Atene, Grčija - Bogotá, Kolumbija - Peking, Kitajska - Brasília, Brazilija - Carigrad, Turčija - Kijev, Ukrajina - Manchester, Združeno kraljestvo(2006) - Managua, Nikaragva (1984) - Montreal, Kanada | - Moskva, Rusija - Nikozija, Ciper - Recife, Brazilija (2009) - Riga, Latvija - Sarajevo, Bosna in Hercegovina - Willemstad, Curaçao, Kraljevina Nizozemska (2009) - Džakarta, Indonezija - Praga, Češka - Tbilisi, Gruzija (2012) |